# Адам Пейдж

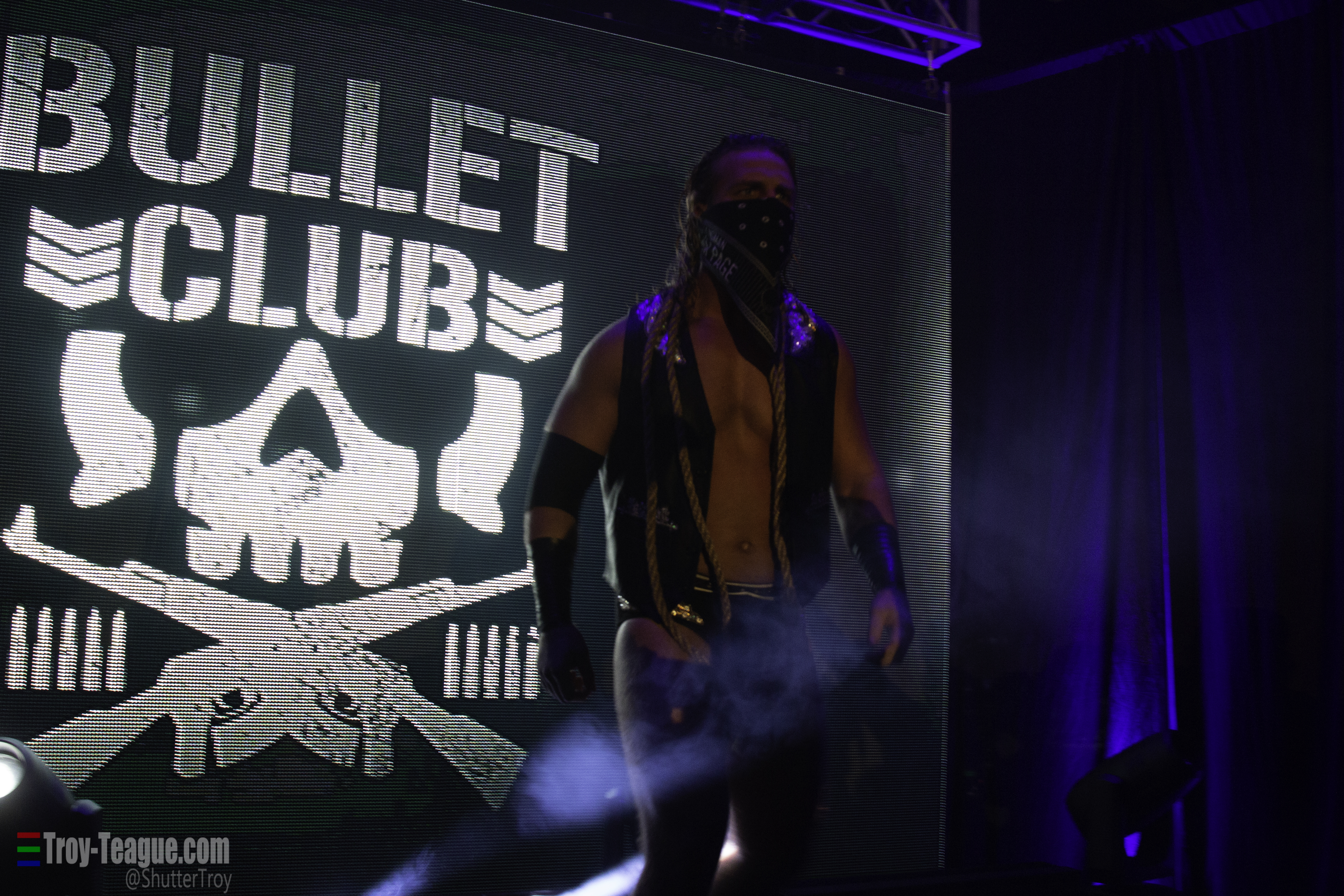
Пейдж в Ring of Honor

Стивен Блейк Вольц (англ. Stephen Blake Woltz, род. 27 июля 1991, Галифакс, Виргиния), более известный под именем «Вешатель» А́дам Пейдж (англ. "Hangman" Adam Page) — американский рестлер, в настоящее время выступающий в All Elite Wrestling (AEW), где является бывшим чемпионом мира AEW и командным чемпионом мира AEW с Кенни Омегой.
Вольц начал свою карьеру в 2008 году, работая в независимых компаниях под именем Адам Пейдж. В 2011 году он начал выступать в Ring of Honor (ROH), где пробыл семь лет. В 2016 году Пейдж присоединился к группировке Bullet Club, получив большой толчок в карьере. После присоединения к Bullet Club он сменил свой образ и имя на «Вешатель» Адам Пейдж или Вешатель Пейдж.
Пейдж также работал в New Japan Pro-Wrestling (NJPW), поскольку у ROH было соглашение с NJPW. В 2018 году члены Bullet Club Коди Роудс и «Янг Бакс» покинули ROH и основали свой собственный промоушен All Elite Wrestling. Пейдж также покинул ROH и подписал контракт с AEW. Пейдж принял участие в турнире по определению первого чемпиона мира AEW, но в финале потерпел поражение от Криса Джерико. Спустя несколько месяцев он выиграл титул командного чемпиона мира AEW вместе с Кенни Омегой.

## Ранняя жизнь
Стивен Вольтц родился в небольшой общине Ааронс Крик в округе Галифакс, Виргиния, США. Он окончил среднюю школу округа Галифакс в 2009 году.

## Карьера в рестлинге

### Независимые промоушены (2008—2018)
Вольц дебютировал в рестлинге в 2008 году под именем Адам Пейдж. Свой первый чемпионский титул в рестлинге он завоевал в январе 2011 в команде с Джейсоном Блэйдом, выиграв командное чемпионство CWF Mid-Atlantic. В сентябре 2018 года Пейдж победил Джоуи Джанелу в чикагской уличной драке на независимом рестлинг-мероприятии All In.

### Ring of Honor (2011—2018)
Пейдж дебютировал в ROH 14 января 2011 года на ROH Champions vs. All Stars в темном матче. В 2013 году Пейдж участвовал в турнире ROH Top Prospect Tournament, но 5 января потерпел поражение от Сайласа Янга. На Final Battle 2013 Пейдж был побежден Мэттом Харди.
В 2014 году Пейдж враждовал с «Декадой», группировкой, сформированной ветеранами ROH. На 12-м юбилейном шоу ROH «Декада» (Би Джей Уитмер, Джимми Джейкобс и Родерик Стронг) победили Пейджа, Седрика Александра и Марка Бриско. 7 марта Пейдж присоединился к «Декаде», став первым из новобранцев группировки.
После ухода Джейкобса и присоединения Колби Корино, Пейдж начал вражду с ACH. На шоу Best in the World, «Декада» (Уитмер и Пейдж) победили ACH и Мэтта Сайдала. Пейдж впоследствии покинул «Декаду» и враждовал с Би Джей Уитмером. Пейдж встретился с Уитмером на 14-м юбилейном шоу ROH, но потерпел поражение.
9 мая 2016 года Пейдж присоединился к Bullet Club. На War of the Worlds Пейдж повесил Криса Сейбина использовав петлю, что дало Пейджу прозвище «Вешатель».

### All Elite Wrestling (2019-н.в.)

#### Дебют и матч за титул первого чемпиона мира AEW (2019—2020)

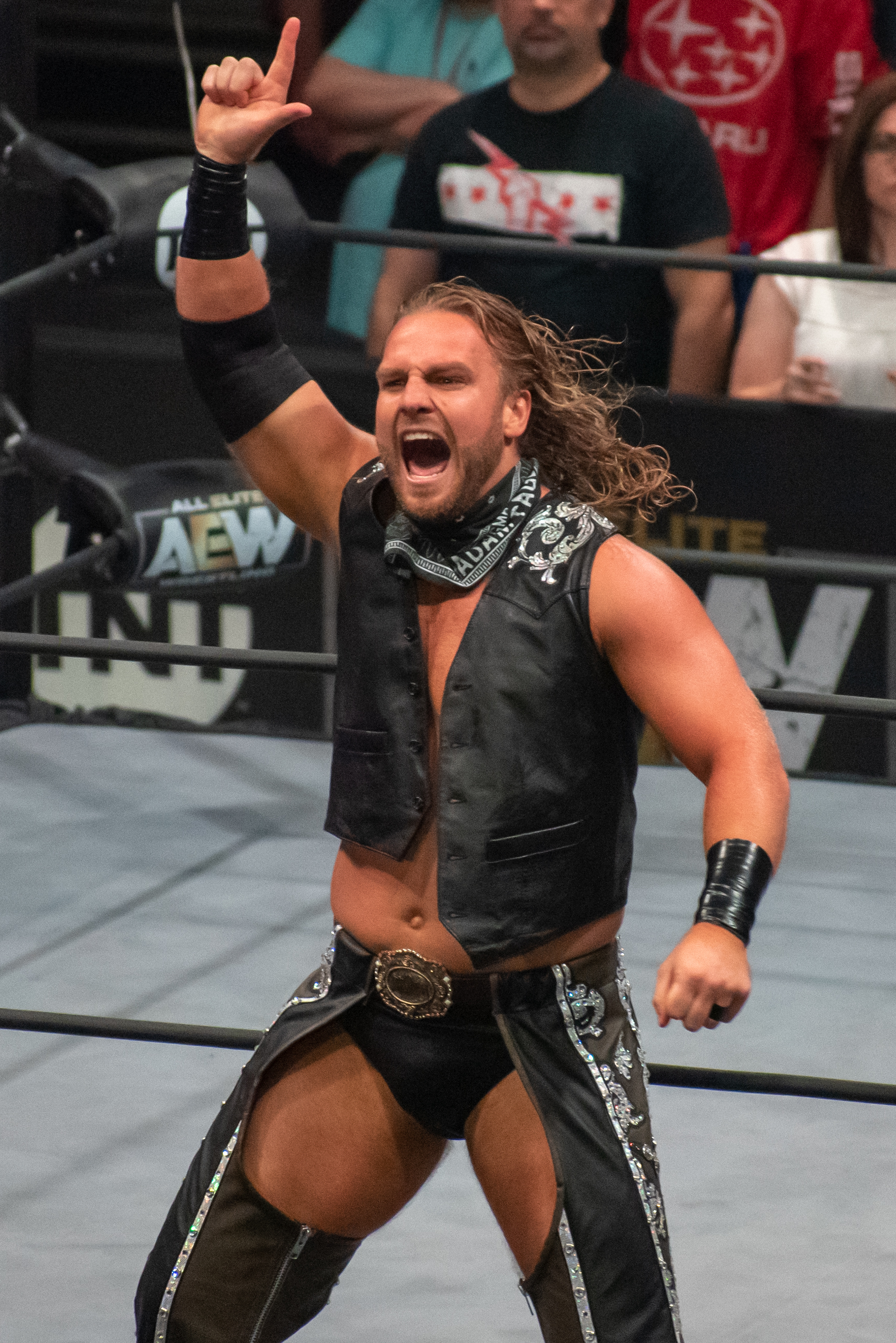
Пейдж с октябре 2019 года

В январе 2019 года Адам Пейдж подписал контракт с новым промоушеном All Elite Wrestling (AEW). Пейдж должен был встретиться с Паком на первом шоу Double or Nothing после стычки между ними на пресс-конференции, но позже матч был отменен из-за «творческих разногласий». Вместо этого Пейдж стал неожиданным участником Casino Battle Royale на Double or Nothing, где он последним элиминировал MJF’а, победив и получив возможность стать чемпионом мира AEW. Однако на All Out Пейдж был побежден Крисом Джерико в матче за звание первого чемпиона мира AEW. На премьерном эпизоде Dynamite Пейдж был побежден вернувшимся Паком, но смог одержать победу над ним в матче-реванше на Full Gear 9 ноября.

#### Одиночные выступления, мировое чемпионство AEW (2020—н.в.)
После того, как на шоу All Out Пейдж и Омега проиграли командные титулы, оба рестлера приняли участие в турнире претендентов на Чемпионство AEW. В финале, который состоялся на шоу Full Gear Омега победил Пейджа. Позже Кенни выиграл Чемпионство Мира у Джона Моксли из-за вмешательства Дона Каллиса, попутно совершив «хил-тёрн» и став отрицательным персонажем. По итогам года матч, в котором Кенни Омега и Адам Пейдж победили «Янг Бакс» был признан лучшим матчем года, по версии Pro Wrestling Illustrated, Wrestling Observer Newsletter. Также в самом AEW матч «Stadium Stampede», участником которого стал Пейдж, получил премию в номинации «Момент года на PPV».
В 2021-м году Пейдж перешёл к одиночным выступлениям, одерживая победы на ринге над не-топовыми рестлерами, а за его пределами у Пейджа завязалась дружба с группировкой «Темный порядок», члены которой выразили ему поддержку. Благодаря этой поддержке Пейдж смог добраться на верхние позиции рэнкинга AEW и заработать право на титульный матч. Однако участники группировки «Элита», которая поддерживала Кенни Омегу, спровоцировала Пейджа на командный матч 5х5, поражение в котором лишало его права на бой за Чемпионство. Матч, состоявшийся 28 июля на шоу Dynamite — Fight For The Fallen, завершился победой «Элиты». После этого Пейдж покинул программы AEW. Неофициально сообщалось, что ему выдали отпуск по уходу за ребёнком.
Пейдж вернулся на шоу «Вторая годовщина Dynamite» 6 октября 2021, став неожиданным участником матча семи человек с лестницами. Он выиграл матч и обеспечил себе будущий бой за титул чемпиона мира AEW. 13 ноября на Full Gear Пейдж встретился с Кенни Омегой за титул чемпиона мира AEW, где он наконец-то стал чемпионом.
На шоу AEW Dynamite: Winter is Coming 2021 провёл свою первую титульную защиту в матче против Брайана Дэниелсона, матч длился 60 минут и закончился ничьей по окончании времени. На Double or Nothing (2022) Пейдж проиграл Си Эм Панку, завершив таким образом свое чемпионство в 197 дней.

## Личная жизнь
С 2016 года Вольц женат на своей супруге Аманде. Он окончил Политехнический университет Виргинии, где за два года получил степень бакалавра в области коммуникаций. В течение пяти лет Вольц работал учителем средней школы, преподавая журналистику и графический дизайн, и одновременно занимался рестлингом. Так было до его первого тура с New Japan Pro-Wrestling в мае 2016 года, когда он стал рестлером на полную ставку.

## Титулы и достижения
- All Elite Wrestling
  - Чемпион мира AEW (2 раза, действующий)
  - Командный чемпион мира AEW (1 раз) — с Кенни Омегой[23][24]
  - Победитель мужского Casino Battle Royale (2019)[25]
- Carolina Wrestling Federation Mid-Atlantic
  - Чемпион CWF Mid-Atlantic в тяжёлом весе (1 раз)[26]
  - Командный чемпион CWF Mid-Atlantic (1 раз) — с Джейсоном Блейдом[27]
- Inside The Ropes Magazine
  - № 8 в топ 50 рестлеров в рейтинге ITR 50 в 2020[28].
- Premiere Wrestling Xperience
  - Командный чемпион PWX (2 раза) — с Кори Холлисом[29]
- Pro Wrestling Illustrated
  - № 4 в топ 500 рестлеров в рейтинге PWI 500 в 2022[30]
  - № 2 в топ 50 команд в рейтинге PWI Tag Team 50 в 2020 с Кенни Омегой[31]
  - Матч года (2020) с Кенни Омегой пр. «Янг Бакс» на Revolution (2020)[16]
- Ring of Honor
  - Командный чемпион мира ROH в матчах 6-ти человек (1 раз) — с «Янг Бакс»[32]
  - Восходящая звезда года (2017)[33]
- WrestleForce
  - Командный чемпион WrestleForce (1 раз) — с Кори Холлисом[34]
- Wrestling Observer Newsletter
  - 5-звёздочный матч — против Брайана Дэниелсона на Dynamite: Winter is Coming (2021)
  - Матч на 5,5 звёзд — против Кенни Омеги на Full Gear (2021)
  - Матч года (2020) с Кенни Омегой пр. «Янг Бакс» на Revolution (2020)[17]
  - Самый прогрессирующий рестлер (2018)[35]